# Monàkovo (Vladímir)
|  | Per a altres significats, vegeu «Monàkovo». |

Monàkovo (en rus: Монаково) és un poble de l'óblast de Vladímir, a Rússia, segons el cens del 2010 tenia 4 habitants. Pertany al districte municipal de Sóbinka.